# ولف کریک (اورگن)
ولف کریک (به انگلیسی: Wolf Creek) یک منطقهٔ مسکونی در ایالات متحده آمریکا است که در شهرستان جوزفین، اورگن واقع شده‌است.